# Park Hotel Stern
Park Hotel Stern è una soap opera tedesca prodotta nel 1997 dalla D & D Filmproduktion e trasmessa tra il 1997 e il 2001-2002 da Sat.1. Tra gli interpreti principali, figurano Dieter Okras, Paul Frielinghaus, Kristina van Eyck, Olaf Hensel-Kirscht, Eva Scheurer, Bojana Golenac, Adolf Laimböck, Stephan Orlac, ecc.
La fiction consta di una 2 stagioni, per un totale di 54 episodi (11 per la prima stagione e 40 per la seconda). Il primo episodio, intitolato Der Friedenspreis  fu trasmesso in prima visione il 3 settembre 1997.

## Trama
Le vicende si svolgono in un hotel di lusso a conduzione familiare, di proprietà della famiglia Stern e ubicato lungo il fiume Reno.
L'hotel è diretto da Michael Stern, mentre sua moglie Diane svolge il lavoro di manager.

## Produzione
Inizialmente furono trasmesse in prima serata nel 1997 le prime 11 puntate della durata di un'ora. Dati i bassi ascolti, le successive 40 puntate, già prodotte, vennero mandate in onda 4 anni dopo, in fascia pomeridiana.